# マウントハーゲン
マウントハーゲン（英語：Mount Hagen）は、パプアニューギニアの山岳地方の西部山岳州の州都。

## 概要

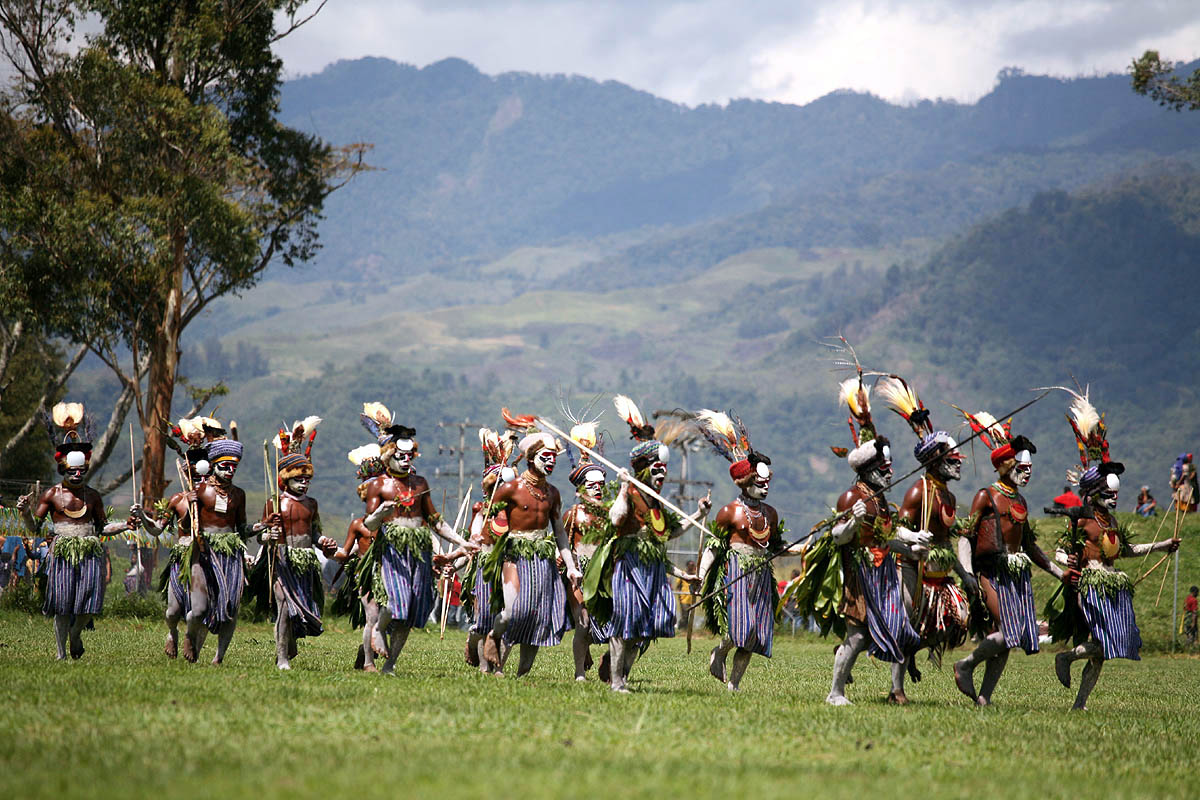
ハイランドショー

### 地名の由来
市の名前の由来である同名のハーゲン山（標高3791m）の南東側山麓に位置する。
2011年の人口は2万9765人で、国内5位。

## 地理

### 気候
ケッペンの気候区分では、西岸海洋性気候 (Cfb)に区分される。高地に位置する都市のため年間を通じて冷涼な気候で、最高気温は23℃から24℃前後、最低気温は12℃から14℃前後で推移する。
降水量は年間を通して多いものの、12月から4月は特に多くなる。
| マウントハーゲンの気候 | マウントハーゲンの気候 | マウントハーゲンの気候 | マウントハーゲンの気候 | マウントハーゲンの気候 | マウントハーゲンの気候 | マウントハーゲンの気候 | マウントハーゲンの気候 | マウントハーゲンの気候 | マウントハーゲンの気候 | マウントハーゲンの気候 | マウントハーゲンの気候 | マウントハーゲンの気候 | マウントハーゲンの気候 |
| 月                     | 1月                    | 2月                    | 3月                    | 4月                    | 5月                    | 6月                    | 7月                    | 8月                    | 9月                    | 10月                   | 11月                   | 12月                   | 年                     |
| ---------------------- | ---------------------- | ---------------------- | ---------------------- | ---------------------- | ---------------------- | ---------------------- | ---------------------- | ---------------------- | ---------------------- | ---------------------- | ---------------------- | ---------------------- | ---------------------- |
| 平均最高気温 °C （°F） | 23.9 (75)              | 24.1 (75.4)            | 23.7 (74.7)            | 24.0 (75.2)            | 24.3 (75.7)            | 23.4 (74.1)            | 22.6 (72.7)            | 23.0 (73.4)            | 23.6 (74.5)            | 23.9 (75)              | 24.0 (75.2)            | 23.9 (75)              | 23.7 (74.66)           |
| 日平均気温 °C （°F）   | 18.6 (65.5)            | 18.8 (65.8)            | 18.5 (65.3)            | 18.5 (65.3)            | 18.7 (65.7)            | 17.6 (63.7)            | 17.3 (63.1)            | 17.6 (63.7)            | 18.0 (64.4)            | 18.1 (64.6)            | 18.1 (64.6)            | 18.4 (65.1)            | 18.18 (64.73)          |
| 平均最低気温 °C （°F） | 13.3 (55.9)            | 13.5 (56.3)            | 13.4 (56.1)            | 13.1 (55.6)            | 13.1 (55.6)            | 11.9 (53.4)            | 12.1 (53.8)            | 12.3 (54.1)            | 12.4 (54.3)            | 12.4 (54.3)            | 12.2 (54)              | 13.0 (55.4)            | 12.73 (54.9)           |
| 降水量 mm （inch）     | 267 (10.51)            | 272 (10.71)            | 294 (11.57)            | 252 (9.92)             | 191 (7.52)             | 129 (5.08)             | 133 (5.24)             | 154 (6.06)             | 196 (7.72)             | 220 (8.66)             | 206 (8.11)             | 263 (10.35)            | 2,577 (101.45)         |
| 出典：                 |                        |                        |                        |                        |                        |                        |                        |                        |                        |                        |                        |                        |                        |

### 人口
- 1980年9月22日：1万3446人
- 1990年7月11日：1万7858人
- 2000年7月9日：2万7877人
- 2011年7月10日：2万9765人

## 歴史
1933年、リーヒー兄弟らが飛行機による偵察中、当時から人口密度が高かったマウントハーゲン一帯を確認。着陸して、地域一帯の原住民と初めて接触した白人となった。
その後、マウントハーゲン周辺にジャマイカからコーヒー（ブルーマウンテン）の苗木が持ち込まれ、以後、コーヒー豆の有力な産地の一つとなった。
1950年代以降は、毎年8月に地域の部族が集まり伝統装束を着飾り踊る「ハイランドショー」が行われるようになり、これを目当てにした観光産業および商業も盛んになった。

## 治安
地域一帯では黒魔術が信じられており、2013年には魔女狩りを通じた集団心理による殺人事件、暴動が発生したことがある。また、パプアニューギニアの他の都市同様、強盗、置き引き等の犯罪は多発している。

## 対外関係

### 姉妹都市･提携都市
姉妹都市
- オレンジ (オーストラリア連邦 ニューサウスウェールズ州)
  - 1989年 - 姉妹都市提携。

## 経済

### 産業
農業
- コーヒー

## 交通

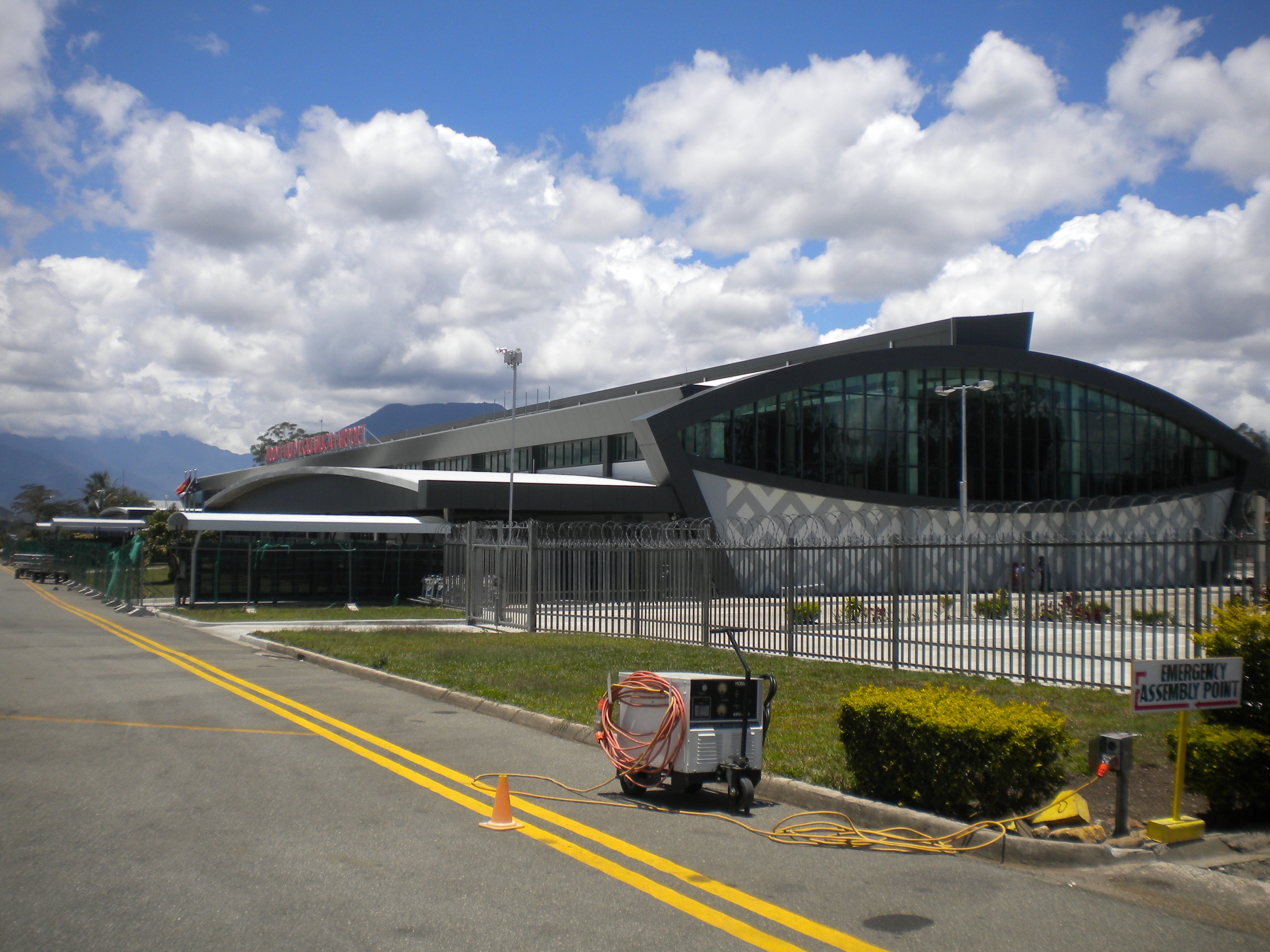
マウントハーゲン空港

### 空港
- マウントハーゲン空港（英語版）
  - 郊外にマウントハーゲン空港があり、ポートモレスビーからマウントハーゲンまでのニューギニア航空の定期便が、1日数便設定されている。近隣の都市ゴロカからは自動車で4時間程度。

## 文化･名物

### 祭事･催事
- ハイランドショー

### 言語
- 英語
- トク・ピシン語
- メルパ語（英語版）

### 名産特産
- コーヒー